# 이르지 슐레그르
이르지 슐레그르(체코어: Jiří Šlégr, 1971년 5월 30일~)는 체코의 은퇴한 아이스하키 선수이다. 현역 시절 포지션은 수비수으로 HC 리트비노프에서 프로 경력을 시직했다. 이후 내셔널 하키 리그(NHL)의 밴쿠버 커넉스, 에드먼턴 오일러스, 피츠버그 펭귄스, 디트로이트 레드윙스, 보스턴 브루인스 소속으로 활약하여 정규 경기 622경기 출전했으며, 2002년에는 디트로이트 레드윙스 소속으로 스탠리 컵 우승을 차지했다.
체코슬로바키아 대표팀과 체코 대표팀 소속으로 국제 대회에 참가하였으며, 체코슬로바키아 국가대표 시절에 1992년 동계 올림픽에서 동메달을 획득했다. 이후 체코 국가대표로 뛰면서 1998년 동계 올림픽에서 금메달을 획득했고, 2005년 세계 아이스하키 선수권 대회에서 우승하면서 트리플 골드 클럽에 가입했다.